# باميلا كورنيل
باميلا كورنيل (بالإنجليزية: Pamela Cornell)‏ هي مصممة الإنتاج بريطانية، ولدت في القرن العشرين.

## وصلات خارجية
- باميلا كورنيل على موقع IMDb (الإنجليزية)
- باميلا كورنيل على موقع أول موفي (الإنجليزية)
- باميلا كورنيل على موقع قاعدة بيانات الفيلم (الإنجليزية)